# مغز در آتش
«مغز در آتش» (انگلیسی: Brain on Fire) یک کتاب از سوزانا کاهالان، نویسنده و روزنامه‌نگار آمریکایی است که در سال ۲۰۱۲ منتشر گردید. در سال ۲۰۱۶ نیز یک اقتباس سینمایی از این کتاب به کارگردانی جرارد برت و با بازی کلویی گریس مورتس ساخته شد